# 爪哇鼠屬
爪哇鼠屬（学名：Kadarsanomys）为哺乳綱、囓齒目、鼠科的一屬哺乳动物。而與爪哇鼠屬（爪哇鼠）同科的動物尚有卡莫鼠屬（卡莫鼠）、奧庫鼠屬（奧庫鼠）、粗尾鼠屬（粗尾鼠）、林柔毛鼠屬（丹尼柔毛鼠）等之數種哺乳動物。

## 下属物种
本属包括以下物种：
- 爪哇鼠 Kadarsanomys sodyi (Bartels, 1937)